# Daemonorops robusta
Daemonorops robusta är en enhjärtbladig växtart som beskrevs av Otto Warburg och Odoardo Beccari. Daemonorops robusta ingår i släktet Daemonorops och familjen Arecaceae. Inga underarter finns listade i Catalogue of Life.